# Liste der Olympiasieger im Turnen/Medaillengewinnerinnen
Diese Liste ist Teil der Liste der Olympiasieger im Turnen. Sie führt sämtliche Medaillengewinnerinnen in den Gerätturn-Wettbewerben bei Olympischen Sommerspielen auf. Die Liste ist gegliedert nach Wettbewerben, die aktuell zum Wettkampfprogramm gehören und nach nicht mehr ausgetragenen Wettbewerben.

## Heutige Wettbewerbe

### Einzelmehrkampf
| Olympia | Gold                    | Silber                     | Bronze                           |
| ------- | ----------------------- | -------------------------- | -------------------------------- |
| 1952    | Marija Gorochowskaja    | Nina Botscharowa           | Margit Korondi                   |
| 1956    | Larissa Latynina        | Ágnes Keleti               | Sofja Muratowa                   |
| 1960    | Larissa Latynina        | Sofja Muratowa             | Polina Astachowa                 |
| 1964    | Věra Čáslavská          | Larissa Latynina           | Polina Astachowa                 |
| 1968    | Věra Čáslavská          | Sinaida Woronina           | Natalja Kutschinskaja            |
| 1972    | Ljudmila Turischtschewa | Karin Janz                 | Tamara Lasakowitsch              |
| 1976    | Nadia Comăneci          | Nelli Kim                  | Ljudmila Turischtschewa          |
| 1980    | Jelena Dawydowa         | Maxi Gnauck Nadia Comăneci | —                                |
| 1984    | Mary Lou Retton         | Ecaterina Szabó            | Simona Păuca                     |
| 1988    | Jelena Schuschunowa     | Daniela Silivaș            | Swjatlana Bahinskaja             |
| 1992    | Tetjana Huzu            | Shannon Miller             | Lavinia Miloșovici               |
| 1996    | Lilija Podkopajewa      | Gina Gogean                | Simona Amânar Lavinia Miloșovici |
| 2000    | Simona Amânar           | Maria Olaru                | Liu Xuan                         |
| 2004    | Carly Patterson         | Swetlana Chorkina          | Zhang Nan                        |
| 2008    | Nastia Liukin           | Shawn Johnson              | Yang Yilin                       |
| 2012    | Gabrielle Douglas       | Wiktorija Komowa           | Alija Mustafina                  |
| 2016    | Simone Biles            | Alexandra Raisman          | Alija Mustafina                  |
| 2020    | Sunisa Lee              | Rebeca Andrade             | Angelina Melnikowa               |
| 2024    | Simone Biles            | Rebeca Andrade             | Sunisa Lee                       |

### Mannschaftsmehrkampf
| Olympia | Gold | Silber | Bronze |
| ------- | --- | --- | --- |
| 1928    | Niederlande Estella Agsteribbe Jacomina van den Berg Alida van den Bos Elka de Levie Helena Nordheim Anna Polak Petronella van Randwijk Hendrika van Rumt Jacoba Stelma Anna van der Vegt | Italien Bianca Ambrosetti Lavinia Gianoni Luigina Giavotti Virginia Giorgi Germana Malabarba Carla Marangoni Luigina Perversi Diana Pizzavini Anna Luisa Tanzini Carolina Tronconi Ines Vercesi Rita Vittadini | Großbritannien Annie Broadbent Lucy Desmond Margaret Hartley Amy Jagger Queenie Judd Jessie Kite Midge Moreman Carrie Pickles Ethel Seymour Ada Smith Hilda Smith Doris Woods |
| 1936    | Deutsches Reich Anita Bärwirth Erna Bürger Isolde Frölian Friedl Iby Trude Meyer Paula Pöhlsen Julie Schmitt Käthe Sohnemann                                                              | Tschechoslowakei Jaroslava Bajerová Vlasta Děkanová Božena Dobešová Vlasta Foltová Anna Hřebřinová Matylda Pálfyová Zdeňka Veřmiřovská Marie Větrovská                                                         | Ungarn Margit Csillik Margit Kalocsai Ilona Madary Gabriella Mészáros Margit Nagy Olga Törös Judit Tóth Eszter Voit                                                           |
| 1948    | Tschechoslowakei Zdeňka Honsová Marie Kovářová Miloslava Misáková Milena Müllerová Věra Růžičková Olga Šilhánová Božena Srncová Zdeňka Veřmiřovská                                        | Ungarn Erzsébet Balázs Anna Fehér Erzsébet Gulyás-Köteles Irén Karcsics Mária Kövi-Zalai Margit Nagy-Sándor Olga Tass Edit Weckinger                                                                           | Vereinigte Staaten Ladislava Bakanic Marian Barone Consetta Caruccio-Lenz Dorothy Dalton Meta Elste Helen Schifano Clara Schroth-Lomady Anita Simonis                         |
| 1952    | Sowjetunion Nina Botscharowa Pelageja Danilowa Medea Dschugeli Marija Gorochowskaja Jekaterina Kalintschuk Galina Minaitschewa Galina Schamrai Galina Urbanowitsch                        | Ungarn Andrea Bodó Irén Karcsics-Daruházi Erzsébet Gulyás-Köteles Ágnes Keleti Margit Korondi Edit Weckinger-Perényi Olga Tass Mária Kövi-Zalai                                                                | Tschechoslowakei Hana Bobková Alena Chadimová Jana Rabasová Alena Reichová Matylda Matoušková-Šínová Božena Srncová Věra Vančurová Eva Bosáková                               |
| 1956    | Sowjetunion Polina Astachowa Ljudmila Jegorowa Lidija Kalinina Larissa Latynina Tamara Manina Sofja Muratowa                                                                              | Ungarn Andrea Bodó Erzsébet Gulyás-Köteles Ágnes Keleti Alíz Kertész Margit Korondi Olga Tass | Rumänien Georgeta Hurmuzachi Sonia Iovan Elena Leuștean Elena Mărgărit Elena Săcălici Emilia Vătășoiu                                                                         |
| 1960    | Sowjetunion Polina Astachowa Lidija Iwanowa Larissa Latynina Tamara Ljuchina Sofja Muratowa Margarita Nikolajewa                                                                          | Tschechoslowakei Eva Bosáková Věra Čáslavská Matylda Matoušková-Šínová Hana Růžičková Ludmila Švédová Adolfína Tačová                                                                                          | Rumänien Sonia Iovan Atanasia Ionescu Elena Leuștean Emilia Liță Elena Niculescu Uta Poreceanu                                                                                |
| 1964    | Sowjetunion Polina Astachowa Ljudmila Gromowa Larissa Latynina Tamara Manina Tamara Samotailowa Alena Waltschezkaja                                                                       | Tschechoslowakei Věra Čáslavská Marianna Krajčírová Jána Posnerová Hana Růžičková Jaroslava Sedláčková Adolfína Tkačíková                                                                                      | Japan Toshiko Aihara Ginko Chiba Taniko Nakamura Keiko Ikeda Kiyoko Ono Hiroko Tsuji                                                                                          |
| 1968    | Sowjetunion Ljubow Burda Olga Karassjowa Natalja Kutschinskaja Larissa Petrik Ljudmila Turischtschewa Sinaida Woronina                                                                    | Tschechoslowakei Věra Čáslavská Marianna Krajčírová Jána Kubičková-Posnerová Hana Lišková Bohumila Řimnáčová Miroslava Skleničková                                                                             | DDR Maritta Bauerschmidt Karin Janz Marianne Noack Magdalena Schmidt Ute Starke Erika Zuchold                                                                                 |
| 1972    | Sowjetunion Ljubow Burda Olga Korbut Antanina Koschal Tamara Lasakowitsch Elwira Saadi Ljudmila Turischtschewa                                                                            | Deutsche Demokratische Republik Irene Abel Angelika Hellmann Karin Janz Richarda Schmeißer Christine Schmitt Erika Zuchold                                                                                     | Ungarn Ilona Békési Mónika Császár Márta Kelemen Anikó Kéry Krisztina Medveczky Zsuzsa Nagy                                                                                   |
| 1976    | Sowjetunion Marija Filatowa Swetlana Grosdowa Nelli Kim Olga Korbut Elwira Saadi Ljudmila Turischtschewa                                                                                  | Rumänien Nadia Comăneci Mariana Constantin Georgeta Gabor Anca Grigoraș Gabriela Trușcă Teodora Ungureanu | Deutsche Demokratische Republik Carola Dombeck Gitta Escher Kerstin Gerschau Angelika Hellmann Marion Kische Steffi Kräker                                                    |
| 1980    | Sowjetunion Jelena Dawydowa Marija Filatowa Nelli Kim Jelena Naimuschina Stella Sacharowa Natalja Schaposchnikowa                                                                         | Rumänien Nadia Comăneci Rodica Dunca Emilia Eberle Cristina Grigoraș Melitta Rühn Dumitrița Turner | Deutsche Demokratische Republik Maxi Gnauck Silvia Hindorff Steffi Kräker Katharina Rensch Karola Sube Birgit Süß                                                             |
| 1984    | Rumänien Lavinia Agache Laura Cutina Cristina Grigoraș Simona Păuca Mihaela Stănuleț Ecaterina Szabó                                                                                      | Vereinigte Staaten Pamela Bileck Michelle Dusserre Kathy Johnson Julianne McNamara Mary Lou Retton Tracee Talavera                                                                                             | Volksrepublik China Chen Yongyan Huang Qun Ma Yanhong Wu Jiani Zhou Qiurui Zhou Ping                                                                                          |
| 1988    | Sowjetunion Swjatlana Baitawa Swjatlana Bahinskaja Natālija Laščonova Jelena Schewtschenko Jelena Schuschunowa Olha Straschewa                                                            | Rumänien Aurelia Dobre Eugenia Golea Celestina Popa Gabriela Potorac Daniela Silivaș Camelia Voinea | Deutsche Demokratische Republik Gabriele Fähnrich Martina Jentsch Dagmar Kersten Ulrike Klotz Bettina Schieferdecker Dörte Thümmler                                           |
| 1992    | Vereintes Team Swjatlana Bahinskaja Oksana Chusovitina Rosalija Galijewa Jelena Grudnewa Tetjana Huzu Tetjana Lyssenko                                                                    | Rumänien Cristina Bontaș Gina Gogean Vanda Hădărean Lavinia Miloșovici Maria Neculiță Mirela Pașca | Vereinigte Staaten Wendy Bruce Dominique Dawes Shannon Miller Betty Okino Kerri Strug Kim Zmeskal                                                                             |
| 1996    | Vereinigte Staaten Amanda Borden Amy Chow Dominique Dawes Shannon Miller Dominique Moceanu Jaycie Phelps Kerri Strug                                                                      | Russland Swetlana Chorkina Jelena Dolgopolowa Rosalija Galijewa Jelena Groschewa Dina Kotschetkowa Ewgenija Kusnezowa Oksana Ljapina                                                                           | Rumänien Simona Amânar Gina Gogean Ionela Loaieș Alexandra Marinescu Lavinia Miloșovici Mirela Țugurlan                                                                       |
| 2000    | Rumänien Simona Amânar Loredana Boboc Andreea Isărescu Maria Olaru Claudia Presăcan Andreea Răducan                                                                                       | Russland Swetlana Chorkina Jekaterina Lobasnjuk Anastassija Kolesnikowa Jelena Produnowa Jelena Samolodtschikowa Anna Tschepelewa                                                                              | Vereinigte Staaten Amy Chow Jamie Dantzscher Dominique Dawes Kristin Maloney Elise Ray Tasha Schwikert                                                                        |
| 2004    | Rumänien Oana Ban Alexandra Eremia Cătălina Ponor Monica Roșu Daniela Șofronie Silvia Stroescu                                                                                            | Vereinigte Staaten Mohini Bhardwaj Annia Hatch Terin Humphrey Courtney Kupets Courtney McCool Carly Patterson                                                                                                  | Russland Swetlana Chorkina Ljudmila Jeschowa Maria Kriutschkowa Anna Pawlowa Jelena Samolodtschikowa Natalja Siganschina                                                      |
| 2008    | Volksrepublik China Cheng Fei He Kexin Jiang Yuyuan Li Shanshan Yang Yilin Deng Linlin | Vereinigte Staaten Shawn Johnson Nastia Liukin Chellsie Memmel Samantha Peszek Alicia Sacramone Bridget Sloan                                                                                                  | Rumänien Steliana Nistor Sandra Izbașa Andreea Acatrinei Andreea Grigore Gabriela Drăgoi Anamaria Tămârjan                                                                    |
| 2012    | Vereinigte Staaten Gabrielle Douglas Jordyn Wieber Alexandra Raisman Kyla Ross McKayla Maroney                                                                                            | Russland Alija Mustafina Wiktorija Komowa Xenija Afanassjewa Anastassija Grischina Marija Passeka | Rumänien Cătălina Ponor Larisa Iordache Diana Bulimar Sandra Izbașa Diana Chelaru                                                                                             |
| 2016    | Vereinigte Staaten Simone Biles Gabrielle Douglas Laurie Hernandez Madison Kocian Alexandra Raisman                                                                                       | Russland Alija Mustafina Angelina Melnikowa Seda Tutchaljan Darja Spiridonowa Marija Passeka | Volksrepublik China Fan Yilin Mao Yi Shang Chunsong Tan Jiaxin Wang Yan |
| 2020    | ROC Wladislawa Urasowa Angelina Melnikowa Wiktorija Listunowa Lilija Achaimowa | Vereinigte Staaten Simone Biles Sunisa Lee Grace McCallum Jordan Chiles | Großbritannien Jessica Gadirova Amelie Morgan Jennifer Gadirova Alice Kinsella                                                                                                |
| 2024    | Vereinigte Staaten Simone Biles Sunisa Lee Jade Carey Jordan Chiles Hezly Rivera | Italien Giorgia Villa Angela Andreoli Alice D’Amato Manila Esposito Elisa Iorio | Brasilien Jade Barbosa Júlia Soares Flávia Saraiva Rebeca Andrade Lorrane Oliveira                                                                                            |

### Boden
| Olympia | Gold                          | Silber                  | Bronze                                      |
| ------- | ----------------------------- | ----------------------- | ------------------------------------------- |
| 1952    | Ágnes Keleti                  | Marija Gorochowskaja    | Margit Korondi                              |
| 1956    | Ágnes Keleti Larissa Latynina | —                       | Elena Leuștean                              |
| 1960    | Larissa Latynina              | Polina Astachowa        | Tamara Ljuchina                             |
| 1964    | Larissa Latynina              | Polina Astachowa        | Anikó Ducza-Jánosi                          |
| 1968    | Věra Čáslavská Larissa Petrik | —                       | Natalja Kutschinskaja                       |
| 1972    | Olga Korbut                   | Ljudmila Turischtschewa | Tamara Lasakowitsch                         |
| 1976    | Nelli Kim                     | Ljudmila Turischtschewa | Nadia Comăneci                              |
| 1980    | Nadia Comăneci Nelli Kim      | —                       | Maxi Gnauck Natalja Schaposchnikowa         |
| 1984    | Ecaterina Szabó               | Julianne McNamara       | Mary Lou Retton                             |
| 1988    | Daniela Silivaș               | Swjatlana Bahinskaja    | Diana Dudewa                                |
| 1992    | Lavinia Miloșovici            | Henrietta Ónodi         | Cristina Bontaș Tetjana Huzu Shannon Miller |
| 1996    | Lilija Podkopajewa            | Simona Amânar           | Dominique Dawes                             |
| 2000    | Jelena Samolodtschikowa       | Swetlana Chorkina       | Simona Amânar                               |
| 2004    | Cătălina Ponor                | Daniela Șofronie        | Patricia Moreno                             |
| 2008    | Sandra Izbașa                 | Shawn Johnson           | Nastia Liukin                               |
| 2012    | Alexandra Raisman             | Cătălina Ponor          | Alija Mustafina                             |
| 2016    | Simone Biles                  | Alexandra Raisman       | Amy Tinkler                                 |
| 2020    | Jade Carey                    | Vanessa Ferrari         | Angelina Melnikowa Mai Murakami             |
| 2024    | Rebeca Andrade                | Simone Biles            | Ana Bărbosu                                 |

### Sprung
| Olympia | Gold                               | Silber                                 | Bronze                                |
| ------- | ---------------------------------- | -------------------------------------- | ------------------------------------- |
| 1952    | Jekaterina Kalintschuk             | Marija Gorochowskaja                   | Galina Minaitschewa                   |
| 1956    | Larissa Latynina                   | Tamara Manina                          | Ann-Sofi Pettersson-Colling Olga Tass |
| 1960    | Margarita Nikolajewa               | Sofja Muratowa                         | Larissa Latynina                      |
| 1964    | Věra Čáslavská                     | Larissa Latynina Birgit Radochla       | —                                     |
| 1968    | Věra Čáslavská                     | Erika Zuchold                          | Sinaida Woronina                      |
| 1972    | Karin Janz                         | Erika Zuchold                          | Ljudmila Turischtschewa               |
| 1976    | Nelli Kim                          | Ljudmila Turischtschewa Carola Dombeck | —                                     |
| 1980    | Natalja Schaposchnikowa            | Steffi Kräker                          | Melitta Rühn                          |
| 1984    | Ecaterina Szabó                    | Mary Lou Retton                        | Lavinia Agache                        |
| 1988    | Swjatlana Bahinskaja               | Gabriela Potorac                       | Daniela Silivaș                       |
| 1992    | Lavinia Miloșovici Henrietta Ónodi | —                                      | Tetjana Lyssenko                      |
| 1996    | Simona Amânar                      | Mo Huilan                              | Gina Gogean                           |
| 2000    | Jelena Samolodtschikowa            | Andreea Răducan                        | Jekaterina Lobasnjuk                  |
| 2004    | Monica Roșu                        | Annia Hatch                            | Anna Pawlowa                          |
| 2008    | Hong Un-jong                       | Oksana Chusovitina                     | Cheng Fei                             |
| 2012    | Sandra Izbașa                      | McKayla Maroney                        | Marija Passeka                        |
| 2016    | Simone Biles                       | Marija Passeka                         | Giulia Steingruber                    |
| 2020    | Rebeca Andrade                     | Mykayla Skinner                        | Yeo Seo-jeong                         |
| 2024    | Simone Biles                       | Rebeca Andrade                         | Jade Carey                            |

### Schwebebalken
| Olympia | Gold                         | Silber                     | Bronze                        |
| ------- | ---------------------------- | -------------------------- | ----------------------------- |
| 1952    | Nina Botscharowa             | Marija Gorochowskaja       | Margit Korondi                |
| 1956    | Ágnes Keleti                 | Tamara Manina Eva Bosáková | —                             |
| 1960    | Eva Bosáková                 | Larissa Latynina           | Sofja Muratowa                |
| 1964    | Věra Čáslavská               | Tamara Manina              | Larissa Latynina              |
| 1968    | Natalja Kutschinskaja        | Věra Čáslavská             | Larissa Petrik                |
| 1972    | Olga Korbut                  | Tamara Lasakowitsch        | Karin Janz                    |
| 1976    | Nadia Comăneci               | Olga Korbut                | Teodora Ungureanu             |
| 1980    | Nadia Comăneci               | Jelena Dawydowa            | Natalja Schaposchnikowa       |
| 1984    | Simona Păuca Ecaterina Szabó | —                          | Kathy Johnson                 |
| 1988    | Daniela Silivaș              | Jelena Schuschunowa        | Phoebe Mills Gabriela Potorac |
| 1992    | Tetjana Lyssenko             | Lu Li Shannon Miller       | —                             |
| 1996    | Shannon Miller               | Lilija Podkopajewa         | Gina Gogean                   |
| 2000    | Liu Xuan                     | Jekaterina Lobasnjuk       | Jelena Produnowa              |
| 2004    | Cătălina Ponor               | Carly Patterson            | Alexandra Eremia              |
| 2008    | Shawn Johnson                | Nastia Liukin              | Cheng Fei                     |
| 2012    | Deng Linlin                  | Sui Lu                     | Alexandra Raisman             |
| 2016    | Sanne Wevers                 | Laurie Hernandez           | Simone Biles                  |
| 2020    | Guan Chenchen                | Tang Xijing                | Simone Biles                  |
| 2024    | Alice D’Amato                | Zhou Yaqin                 | Manila Esposito               |

### Stufenbarren
| Olympia | Gold                         | Silber                    | Bronze                                     |
| ------- | ---------------------------- | ------------------------- | ------------------------------------------ |
| 1952    | Margit Korondi               | Marija Gorochowskaja      | Ágnes Keleti                               |
| 1956    | Ágnes Keleti                 | Larissa Latynina          | Sofja Muratowa                             |
| 1960    | Polina Astachowa             | Larissa Latynina          | Tamara Ljuchina                            |
| 1964    | Polina Astachowa             | Katalin Makray            | Larissa Latynina                           |
| 1968    | Věra Čáslavská               | Karin Janz                | Sinaida Woronina                           |
| 1972    | Karin Janz                   | Olga Korbut Erika Zuchold | —                                          |
| 1976    | Nadia Comăneci               | Teodora Ungureanu         | Márta Egervári                             |
| 1980    | Maxi Gnauck                  | Emilia Eberle             | Marija Filatowa Steffi Kräker Melitta Rühn |
| 1984    | Ma Yanhong Julianne McNamara | —                         | Mary Lou Retton                            |
| 1988    | Daniela Silivaș              | Dagmar Kersten            | Jelena Schuschunowa                        |
| 1992    | Lu Li                        | Tetjana Huzu              | Shannon Miller                             |
| 1996    | Swetlana Chorkina            | Amy Chow Bi Wenjing       | —                                          |
| 2000    | Swetlana Chorkina            | Ling Jie                  | Yang Yun                                   |
| 2004    | Émilie Le Pennec             | Terin Humphrey            | Courtney Kupets                            |
| 2008    | He Kexin                     | Nastia Liukin             | Yang Yilin                                 |
| 2012    | Alija Mustafina              | He Kexin                  | Beth Tweddle                               |
| 2016    | Alija Mustafina              | Madison Kocian            | Sophie Scheder                             |
| 2020    | Nina Derwael                 | Anastassija Iljankowa     | Sunisa Lee                                 |
| 2024    | Kaylia Nemour                | Qiu Qiyuan                | Sunisa Lee                                 |

## Nicht mehr ausgetragene Wettbewerbe

### Gruppen-Gymnastik
| Olympia | Gold | Silber | Bronze |
| ------- | --- | --- | --- |
| 1952    | Schweden Evy Berggren Vanja Blomberg Ann-Sofi Pettersson-Colling Karin Lindberg Hjördis Nordin Göta Pettersson Gun Röring Ingrid Sandahl | Sowjetunion Nina Botscharowa Pelageja Danilowa Medea Dschugeli Marija Gorochowskaja Jekaterina Kalintschuk Galina Minaitschewa Galina Schamrai Galina Urbanowitsch | Ungarn Andrea Bodó Irén Karcsics-Daruházi Erzsébet Gulyás Ágnes Keleti Margit Korondi Edit Weckinger-Perényi Olga Tass Mária Kövi-Zalai                                                                               |
| 1956    | Ungarn Andrea Bodó Erzsébet Gulyás Ágnes Keleti Alíz Kertész Margit Korondi Olga Tass                                                    | Schweden Evy Berggren Ann-Sofi Pettersson-Colling Doris Hedberg Maude Karlén Karin Lindberg Eva Rönström                                                           | Sowjetunion Polina Astachowa Ljudmila Jegorowa Lidija Kalinina Larissa Latynina Tamara Manina Sofja Muratowa Polen Dorota Jokiel Natalia Kot Danuta Nowak-Stachow Helena Rakoczy Barbara Ślizowska Lidia Szczerbińska |